# Liste des joueurs du Waterschei THOR
Cette liste reprend les 202 joueurs de football qui ont évolué au K Waterschei SV THOR Genk depuis la fondation du club.
- Haut – A
- B
- C
- D
- E
- F
- G
- H
- I
- J
- K
- L
- M
- N
- O
- P
- Q
- R
- S
- T
- U
- V
- W
- X
- Y
- Z

## A
| Joueur           | Nationalité | Position | Date de naissance | Période(s) | Matches (dont D1) | Buts | Jaunes | Rouges |
| ---------------- | ----------- | -------- | ----------------- | ---------- | ----------------- | ---- | ------ | ------ |
| Michel Aendekerk | Belgique    | ?        | 13/03/1962        | 1978-1979  | 0 (0)             | 0    | 0      | 0      |
| Stefan Agten     | Belgique    | ?        | 7/05/1962         | 1984-1985  | 0 (0)             | 1    | 0      | 0      |

## B
| Joueur                 | Nationalité          | Position  | Date de naissance | Période(s) | Matches (dont D1) | Buts | Jaunes | Rouges |
| ---------------------- | -------------------- | --------- | ----------------- | ---------- | ----------------- | ---- | ------ | ------ |
| Bernhard Babuszkiewicz | Pologne              | ?         | 27/07/1927        | 1955-1956  | 2 (2)             | 0    | 0      | 0      |
| Dirk Ballas            | Belgique             | ?         | 13/07/1959        | 1975-1977  | 0 (0)             | 0    | 0      | 0      |
| Johannes Benen         | Belgique             | ?         | 22/05/1948        | 1974-1975  | 0 (0)             | 0    | 0      | 0      |
| Karl Berger            | Allemagne de l'Ouest | Attaquant | 13/06/1951        | 1982-1983  | 19 (19)           | 5    | 0      | 0      |
| Eugenius Bernakiewicz  | Pologne              | ?         | ?                 | 1968-1972  | 0 (0)             | 0    | 0      | 0      |
| Tony Bialousz          | Belgique             | ?         | 14/12/1961        | 1980-1988  | 151 (93)          | 10   | 6      | 0      |
| Peter Bielen           | Belgique             | ?         | 4/08/1966         | 1983-1985  | 1 (1)             | 0    | 0      | 0      |
| André Bollen           | Belgique             | ?         | ?                 | 1950-1956  | 0 (0)             | 0    | 0      | 0      |
| Louis Bollen           | Belgique             | ?         | 21/06/1956        | 1976-1977  | 0 (0)             | 0    | 0      | 0      |
| Mathieu Bollen         | Belgique             | Attaquant | 31/12/1928        | 1946-1962  | 0 (0)             | 0    | 0      | 0      |
| Willy Bosmans          | Belgique             | ?         | 27/09/1930        | 1954-1958  | 0 (0)             | 0    | 0      | 0      |
| Robert Brace           | Angleterre           | Attaquant | 19/12/1964        | 1984-1986  | 26 (26)           | 1    | 0      | 0      |
| Daniel Bütz            | Belgique             | ?         | 25/05/1957        | 1978-1981  | 11 (11)           | 0    | 0      | 0      |
| Rudy Buyst             | Belgique             | ?         | 18/08/1958        | 1981-1982  | 11 (11)           | 1    | 0      | 0      |
| Frank Bynens           | Belgique             | ?         | 24/04/1964        | 1985-1986  | 0 (0)             | 0    | 0      | 0      |

## C
| Joueur              | Nationalité | Position       | Date de naissance | Période(s) | Matches (dont D1) | Buts | Jaunes | Rouges |
| ------------------- | ----------- | -------------- | ----------------- | ---------- | ----------------- | ---- | ------ | ------ |
| Patrick Cambier     | Belgique    | ?              | ?                 | 1974-1975  | 0 (0)             | 0    | 0      | 0      |
| Antony Campana      | Belgique    | ?              | 29/06/1970        | 1986-1987  | 0 (0)             | 0    | 0      | 0      |
| Jacky Cardinaels    | Belgique    | Gardien de but | 15/02/1937        | 1961-1962  | 8 (8)             | 0    | 0      | 0      |
| Kristofel Cimmino   | Belgique    | ?              | 12/04/1965        | 1985-1986  | 8 (8)             | 0    | 1      | 0      |
| August Claes        | Belgique    | ?              | ?                 | 1976-1977  | 0 (0)             | 0    | 0      | 0      |
| Guy Claes           | Belgique    | ?              | 24/03/1951        | 1976-1977  | 0 (0)             | 0    | 0      | 0      |
| Lei Clijsters       | Belgique    | Défenseur      | 6/11/1956         | 1982-1986  | 89 (89)           | 6    | 3      | 0      |
| Roland Codorniu     | Belgique    | ?              | 30/06/1966        | 1986-1987  | 0 (0)             | 0    | 0      | 0      |
| Aimé Coenen         | Belgique    | ?              | 23/11/1957        | 1974-1985  | 116 (116)         | 4    | 0      | 0      |
| Gaston Colebunders  | Belgique    | ?              | ?                 | 1948-1949  | 0 (0)             | 0    | 0      | 0      |
| Antoon Coninx       | Belgique    | ?              | 31/05/1950        | 1976-1977  | 0 (0)             | 0    | 0      | 0      |
| Jos Coninx          | Belgique    | ?              | 5/03/1962         | 1979-1983  | 21 (21)           | 1    | 0      | 0      |
| Jean-Pierre Custers | Belgique    | ?              | 8/01/1970         | 1986-1988  | 28 (0)            | 3    | 1      | 0      |
| Theo Custers        | Belgique    | Gardien de but | 10/08/1950        | 1971-1975  | 0 (0)             | 0    | 0      | 0      |
| Urbain Cuypers      | Belgique    | ?              | ?                 | 1967-1968  | 0 (0)             | 0    | 0      | 0      |
| Ronny Cuyvers       | Belgique    | ?              | 8/06/1960         | 1984-1985  | 13 (13)           | 0    | 0      | 0      |

## D
| Joueur             | Nationalité | Position       | Date de naissance | Période(s) | Matches (dont D1) | Buts | Jaunes | Rouges |
| ------------------ | ----------- | -------------- | ----------------- | ---------- | ----------------- | ---- | ------ | ------ |
| Tony Daenen        | Belgique    | ?              | 15/03/1958        | 1981-1982  | 8 (8)             | 0    | 0      | 0      |
| Danny David        | Belgique    | ?              | 4/02/1952         | 1975-1985  | 236 (163)         | 6    | 4      | 0      |
| Michel De Bodt     | Belgique    | ?              | ?                 | 1961-1962  | 5 (5)             | 1    | 0      | 0      |
| Joseph Deraeve     | Belgique    | ?              | 3/02/1949         | 1967-1972  | 0 (0)             | 11   | 0      | 0      |
| Tony Dewin         | Belgique    | ?              | 13/01/1961        | 1979-1983  | 3 (3)             | 0    | 0      | 0      |
| Emiel Dezutter     | Belgique    | ?              | 12/08/1960        | 1985-1988  | 77 (31)           | 1    | 3      | 0      |
| François Dignef    | Belgique    | ?              | 30/06/1936        | 1967-1968  | 0 (0)             | 0    | 0      | 0      |
| Pieter Dirkx       | Belgique    | ?              | 15/01/1933        | 1953-1956  | 0 (0)             | 0    | 0      | 0      |
| Léon Dolmans       | Belgique    | Défenseur      | 6/04/1945         | 1964-1970  | 0 (0)             | 0    | 0      | 0      |
| Hans Draelants     | Belgique    | ?              | 18/02/1955        | 1975-1979  | 33 (33)           | 0    | 0      | 0      |
| Jaak Dreezen       | Belgique    | ?              | 30/08/1958        | 1975-1976  | 0 (0)             | 0    | 0      | 0      |
| Alfons Dresen      | Belgique    | Gardien de but | 24/07/1931        | 1958-1961  | 80 (80)           | 4    | 0      | 0      |
| Louis Drijkoningen | Belgique    | ?              | ?                 | 1976-1977  | 0 (0)             | 0    | 0      | 0      |
| Jean Dullers       | Belgique    | ?              | ?                 | 1954-1958  | 0 (0)             | 0    | 0      | 0      |
| René Dullers       | Belgique    | ?              | ?                 | 1952-1961  | 0 (0)             | 0    | 0      | 0      |
| Willy Dullers      | Belgique    | ?              | ?                 | 1974-1976  | 0 (0)             | 0    | 0      | 0      |
| Gilbert Dussier    | Luxembourg  | Attaquant      | 23/12/1949        | 1978-1979  | 3 (3)             | 0    | 0      | 0      |

## E
| Joueur         | Nationalité | Position  | Date de naissance | Période(s) | Matches (dont D1) | Buts | Jaunes | Rouges |
| -------------- | ----------- | --------- | ----------------- | ---------- | ----------------- | ---- | ------ | ------ |
| Peter Ehlen    | Belgique    | ?         | ?                 | 1984-1985  | 14 (14)           | 0    | 0      | 1      |
| Marc Emmers    | Belgique    | Défenseur | 25/02/1966        | 1983-1987  | 64 (38)           | 14   | 0      | 0      |
| Michel Eyckens | Belgique    | ?         | ?                 | 1968-1969  | 0 (0)             | 0    | 0      | 0      |

## F
| Joueur          | Nationalité | Position | Date de naissance | Période(s)           | Matches (dont D1) | Buts | Jaunes | Rouges |
| --------------- | ----------- | -------- | ----------------- | -------------------- | ----------------- | ---- | ------ | ------ |
| Alfredo Fauzia  | Belgique    | ?        | ?                 | 1969-1978            | 0 (0)             | 0    | 0      | 0      |
| Marcel Frederix | Belgique    | ?        | ?                 | 1967-1970, 1971-1972 | 0 (0)             | 0    | 0      | 0      |
| Ferdy Froyen    | Belgique    | ?        | 31/08/1954        | 1974-1978            | 0 (0)             | 0    | 0      | 0      |

## G
| Joueur             | Nationalité | Position          | Date de naissance | Période(s) | Matches (dont D1) | Buts | Jaunes | Rouges |
| ------------------ | ----------- | ----------------- | ----------------- | ---------- | ----------------- | ---- | ------ | ------ |
| Bernard Geebelen   | Belgique    | ?                 | 7/07/1957         | 1976-1980  | 5 (4)             | 0    | 0      | 0      |
| Ludo Geens         | Belgique    | ?                 | 12/03/1964        | 1986-1988  | 55 (0)            | 10   | 1      | 0      |
| Robert Gijbels     | Belgique    | ?                 | 19/02/1962        | 1984-1986  | 27 (27)           | 4    | 2      | 0      |
| Constant Goevaerts | Belgique    | ?                 | ?                 | 1954-1961  | 0 (0)             | 0    | 0      | 0      |
| Marco Grassi       | Belgique    | ?                 | 7/05/1964         | 1987-1988  | 18 (0)            | 4    | 1      | 0      |
| Heinz Gründel      | Allemagne   | Milieu de terrain | 13/02/1957        | 1978-1982  | 124 (124)         | 29   | 9      | 0      |
| Frans Gubanski     | Belgique    | ?                 | 13/08/1911        | 1932-1937  | 0 (0)             | 0    | 0      | 0      |
| Jan Gubanski       | Belgique    | ?                 | 21/05/1932        | 1950-1959  | 0 (0)             | 0    | 0      | 0      |
| Lárus Guðmundsson  | Islande     | Attaquant         | 12/12/1961        | 1981-1984  | 65 (65)           | 19   | 0      | 1      |
| Tadeusz Gumula     | Belgique    | Milieu de terrain | ?                 | 1952-1956  | 0 (0)             | 0    | 0      | 0      |

## H
| Joueur          | Nationalité | Position          | Date de naissance | Période(s) | Matches (dont D1) | Buts | Jaunes | Rouges |
| --------------- | ----------- | ----------------- | ----------------- | ---------- | ----------------- | ---- | ------ | ------ |
| Florent Hapek   | Belgique    | ?                 | ?                 | 1967-1969  | 0 (0)             | 0    | 0      | 0      |
| Stanislas Hapek | Belgique    | ?                 | ?                 | 1955-1961  | 0 (0)             | 0    | 0      | 0      |
| Alex Hermans    | Belgique    | ?                 | ?                 | 1959-1962  | 0 (0)             | 0    | 0      | 0      |
| Jos Heyligen    | Belgique    | Milieu de terrain | 30/06/1947        | 1977-1981  | 131 (101)         | 31   | 3      | 0      |
| Alfons Houben   | Belgique    | ?                 | ?                 | 1970-1971  | 0 (0)             | 0    | 0      | 0      |
| Herman Houben   | Belgique    | Milieu de terrain | 12/01/1947        | 1978-1982  | 118 (118)         | 10   | 2      | 0      |
| Joachim Hutka   | Pologne     | Milieu de terrain | 22/03/1960        | 1985-1987  | 48 (27)           | 6    | 2      | 2      |

## I
| Joueur         | Nationalité | Position | Date de naissance | Période(s) | Matches (dont D1) | Buts | Jaunes | Rouges |
| -------------- | ----------- | -------- | ----------------- | ---------- | ----------------- | ---- | ------ | ------ |
| Danny Ignoul   | Belgique    | ?        | 24/02/1968        | 1985-1988  | 39 (9)            | 5    | 1      | 0      |
| Éric Indestege | Belgique    | ?        | 3/02/1964         | 1984-1985  | 0 (0)             | 0    | 0      | 0      |

## J
| Joueur         | Nationalité | Position  | Date de naissance | Période(s) | Matches (dont D1) | Buts | Jaunes | Rouges |
| -------------- | ----------- | --------- | ----------------- | ---------- | ----------------- | ---- | ------ | ------ |
| Alfons Jacobs  | Belgique    | ?         | ?                 | 1971-1976  | 0 (0)             | 0    | 0      | 0      |
| Eddy Jaenen    | Belgique    | ?         | 22/07/1969        | 1987-1988  | 1 (0)             | 0    | 0      | 0      |
| Ludo Jans      | Belgique    | ?         | ?                 | 1967-1968  | 0 (0)             | 0    | 0      | 0      |
| Pier Janssen   | Belgique    | Attaquant | 9/09/1956         | 1976-1985  | 185 (185)         | 44   | 3      | 0      |
| Roland Janssen | Belgique    | ?         | 30/09/1958        | 1976-1985  | 143 (143)         | 13   | 2      | 0      |
| Jozef Janssens | Belgique    | ?         | 7/08/1948         | 1970-1978  | 0 (0)             | 10   | 0      | 0      |
| Ludo Joosten   | Belgique    | ?         | 16/02/1958        | 1979-1980  | 0 (0)             | 0    | 0      | 0      |
| Srećko Juričić | Yougoslavie | Défenseur | 30/12/1954        | 1984-1987  | 59 (36)           | 3    | 6      | 1      |

## K
| Joueur          | Nationalité | Position  | Date de naissance | Période(s) | Matches (dont D1) | Buts | Jaunes | Rouges |
| --------------- | ----------- | --------- | ----------------- | ---------- | ----------------- | ---- | ------ | ------ |
| Peter Kaes      | Belgique    | ?         | 9/08/1950         | 1971-1972  | 0 (0)             | 0    | 0      | 0      |
| Gérard Kessen   | Belgique    | ?         | ?                 | 1964-1976  | 0 (0)             | 0    | 0      | 0      |
| Jozef Knapen    | Belgique    | ?         | 10/09/1968        | 1986-1988  | 35 (0)            | 0    | 6      | 1      |
| Jozef Kortleven | Belgique    | ?         | ?                 | 1960-1962  | 0 (0)             | 0    | 0      | 0      |
| Johan Korver    | Belgique    | ?         | 12/09/1936        | 1955-1956  | 13 (13)           | 2    | 0      | 0      |
| Mihály Kozma    | Hongrie     | Attaquant | 1/09/1949         | 1981-1983  | 12 (12)           | 5    | 0      | 0      |
| Erwin Kuffer    | Luxembourg  | Défenseur | 16/09/1943        | 1970-1971  | 0 (0)             | 0    | 0      | 0      |
| Patrick Kuyckx  | Belgique    | ?         | 7/08/1964         | 1983-1984  | 0 (0)             | 0    | 0      | 0      |

## L
| Joueur           | Nationalité | Position | Date de naissance | Période(s) | Matches (dont D1) | Buts | Jaunes | Rouges |
| ---------------- | ----------- | -------- | ----------------- | ---------- | ----------------- | ---- | ------ | ------ |
| Mathieu Lambregs | Belgique    | ?        | 8/10/1935         | 1954-1955  | 2 (2)             | 0    | 0      | 0      |
| Cretien Lenaerts | Belgique    | ?        | 14/05/1951        | 1970-1976  | 0 (0)             | 0    | 0      | 0      |
| Richard Leroux   | Belgique    | ?        | ?                 | 1958-1965  | 0 (0)             | 0    | 0      | 0      |
| Urbain Lespoix   | Belgique    | ?        | 30/10/1946        | 1974-1981  | 88 (88)           | 0    | 6      | 0      |
| Albert Loenders  | Belgique    | ?        | 8/07/1942         | 1960-1969  | 0 (0)             | 0    | 0      | 0      |

## M
| Joueur                 | Nationalité | Position          | Date de naissance | Période(s)           | Matches (dont D1) | Buts | Jaunes | Rouges |
| ---------------------- | ----------- | ----------------- | ----------------- | -------------------- | ----------------- | ---- | ------ | ------ |
| Mohamed Maarouf        | Maroc       | ?                 | 30/06/1951        | 1975-1978            | 0 (0)             | 13   | 0      | 0      |
| Johnny Machiels        | Belgique    | ?                 | 12/03/1958        | 1974-1976            | 0 (0)             | 0    | 0      | 0      |
| Éric Maenen            | Belgique    | ?                 | 11/03/1970        | 1986-1987            | 0 (0)             | 0    | 0      | 0      |
| Éric Maes              | Belgique    | ?                 | 21/07/1954        | 1980-1986            | 91 (91)           | 7    | 6      | 0      |
| Damasius Mantels       | Belgique    | ?                 | ?                 | 1955-1969            | 0 (0)             | 10   | 0      | 0      |
| Ragnar Margeirsson     | Islande     | Attaquant         | 14/08/1962        | 1985-1987            | 40 (17)           | 9    | 3      | 0      |
| Louis Maris            | Belgique    | ?                 | 20/10/1924        | 1942-1944            | 40 (0)            | 1    | 0      | 0      |
| Hedwig Marquet         | Belgique    | ?                 | ?                 | 1968-1970, 1971-1972 | 0 (0)             | 0    | 0      | 0      |
| Paul Marter            | Belgique    | ?                 | 25/06/1945        | 1971-1972            | 0 (0)             | 0    | 0      | 0      |
| Győző Martos           | Hongrie     | Défenseur         | 15/12/1949        | 1981-1983            | 47 (47)           | 1    | 0      | 0      |
| Giovanni Massignani    | Italie      | Attaquant         | 27/09/1933        | 1952-1960            | 0 (0)             | 0    | 0      | 0      |
| Jean-Paul Massignani   | Belgique    | ?                 | 2/09/1960         | 1981-1984            | 33 (33)           | 5    | 0      | 0      |
| Placido Massignani     | Italie      | Milieu de terrain | ?                 | 1952-1956            | 0 (0)             | 0    | 0      | 0      |
| Urbain Maurissen       | Belgique    | ?                 | 23/05/1957        | 1974-1977            | 0 (0)             | 0    | 0      | 0      |
| Constantinos Mbisdikis | Belgique    | ?                 | 20/10/1963        | 1981-1988            | 20 (9)            | 2    | 0      | 0      |
| Dirk Medved            | Belgique    | Défenseur         | 15/09/1968        | 1985-1988            | 51 (1)            | 2    | 1      | 1      |
| Casimir Mevis          | Belgique    | ?                 | 13/06/1917        | 1936-1940, 1941-1943 | 0 (0)             | 0    | 0      | 0      |
| Klaas Mewes            | Belgique    | ?                 | ?                 | 1977-1978            | 0 (0)             | 0    | 0      | 0      |
| Ghisbert Meyers        | Belgique    | ?                 | ?                 | 1952-1962            | 0 (0)             | 0    | 0      | 0      |
| Mathieu Meyers         | Belgique    | ?                 | ?                 | 1952-1963            | 0 (0)             | 0    | 0      | 0      |
| Theo Meyers            | Belgique    | Défenseur         | ?                 | 1954-1962            | 0 (0)             | 0    | 0      | 0      |
| Danny Meynen           | Belgique    | ?                 | 26/04/1967        | 1985-1988            | 12 (2)            | 0    | 0      | 0      |
| Albert Millen          | Belgique    | ?                 | 4/09/1948         | 1970-1980            | 42 (42)           | 0    | 0      | 0      |
| Jozef Millen           | Belgique    | ?                 | 12/09/1959        | 1976-1977            | 0 (0)             | 0    | 0      | 0      |
| Marcel Mouling         | Belgique    | ?                 | ?                 | 1955-1957            | 0 (0)             | 0    | 0      | 0      |
| René Mücher            | Pays-Bas    | Attaquant         | 9/09/1950         | 1969-1972            | 0 (0)             | 0    | 0      | 0      |

## N
| Joueur           | Nationalité | Position | Date de naissance | Période(s) | Matches (dont D1) | Buts | Jaunes | Rouges |
| ---------------- | ----------- | -------- | ----------------- | ---------- | ----------------- | ---- | ------ | ------ |
| René Neyens      | Belgique    | ?        | ?                 | 1968-1972  | 0 (0)             | 10   | 0      | 0      |
| Victor Niesen    | Belgique    | ?        | 31/03/1935        | 1957-1962  | 0 (0)             | 0    | 0      | 0      |
| Jan Niewladomski | Pologne     | ?        | ?                 | 1971-1972  | 0 (0)             | 0    | 0      | 0      |
| Roger Nouwen     | Belgique    | ?        | ?                 | 1951-1955  | 0 (0)             | 0    | 0      | 0      |

## O
| Joueur            | Nationalité | Position          | Date de naissance | Période(s) | Matches (dont D1) | Buts | Jaunes | Rouges |
| ----------------- | ----------- | ----------------- | ----------------- | ---------- | ----------------- | ---- | ------ | ------ |
| Osaro Obobaifo    | Nigeria     | Milieu de terrain | 1/08/1966         | 1987-1988  | 2 (0)             | 0    | 0      | 0      |
| Pär-Olof Ohlsson  | Suède       | ?                 | 8/01/1954         | 1979-1981  | 67 (67)           | 11   | 1      | 0      |
| Domenico Olivieri | Belgique    | ?                 | 16/01/1968        | 1984-1988  | 32 (0)            | 0    | 6      | 0      |
| Erik Opdencamp    | Belgique    | ?                 | 18/02/1949        | 1969-1972  | 0 (0)             | 0    | 0      | 0      |
| Patrick Ory       | Belgique    | ?                 | 3/08/1963         | 1983-1987  | 34 (26)           | 0    | 0      | 0      |
| Frans Oversteyns  | Belgique    | ?                 | ?                 | 1957-1962  | 0 (0)             | 0    | 0      | 0      |
| Gokhan Ozcan      | Turquie     | ?                 | 27/07/1969        | 1986-1987  | 0 (0)             | 0    | 0      | 0      |

## P
| Joueur           | Nationalité | Position       | Date de naissance | Période(s) | Matches (dont D1) | Buts | Jaunes | Rouges |
| ---------------- | ----------- | -------------- | ----------------- | ---------- | ----------------- | ---- | ------ | ------ |
| Antoon Paulussen | Belgique    | ?              | ?                 | 1969-1970  | 0 (0)             | 0    | 0      | 0      |
| Ivo Plessers     | Belgique    | ?              | 30/05/1962        | 1981-1987  | 63 (62)           | 3    | 1      | 0      |
| Pierre Plessers  | Belgique    | ?              | 6/10/1956         | 1978-1988  | 272 (219)         | 20   | 20     | 3      |
| Klaus Pudelko    | Allemagne   | Gardien de but | 26/11/1948        | 1977-1986  | 203 (203)         | 0    | 0      | 0      |

## R
| Joueur            | Nationalité | Position  | Date de naissance | Période(s) | Matches (dont D1) | Buts | Jaunes | Rouges |
| ----------------- | ----------- | --------- | ----------------- | ---------- | ----------------- | ---- | ------ | ------ |
| Pieter Ramaekers  | Belgique    | ?         | 20/02/1927        | 1959-1960  | 0 (0)             | 0    | 0      | 0      |
| Léon Ritzen       | Belgique    | Attaquant | 17/01/1939        | 1955-1962  | 0 (0)             | 0    | 0      | 0      |
| Jos Roosen        | Belgique    | ?         | 28/11/1950        | 1976-1978  | 0 (0)             | 0    | 0      | 0      |
| Wolfgang Rossband | Allemagne   | ?         | 3/07/1948         | 1970-1972  | 0 (0)             | 0    | 0      | 0      |

## S
| Joueur               | Nationalité | Position  | Date de naissance | Période(s) | Matches (dont D1) | Buts | Jaunes | Rouges |
| -------------------- | ----------- | --------- | ----------------- | ---------- | ----------------- | ---- | ------ | ------ |
| Alex Saelen          | Belgique    | Défenseur | 13/11/1951        | 1980-1982  | 22 (22)           | 0    | 1      | 0      |
| Horst Schlierer      | Allemagne   | Attaquant | 29/06/1960        | 1983-1987  | 92 (63)           | 7    | 5      | 0      |
| Guido Schoefs        | Belgique    | ?         | 24/01/1939        | 1961-1965  | 0 (0)             | 0    | 0      | 0      |
| Louis Schoonbrood    | Belgique    | ?         | 22/02/1934        | 1955-1956  | 0 (0)             | 0    | 0      | 0      |
| Senol Senguler       | Turquie     | ?         | 4/10/1969         | 1987-1988  | 3 (0)             | 0    | 0      | 0      |
| Constantijn Skondras | Belgique    | ?         | 11/02/1966        | 1987-1988  | 1 (0)             | 0    | 0      | 0      |
| Pierre Smeyers       | Belgique    | ?         | 24/04/1938        | 1957-1972  | 0 (0)             | 0    | 0      | 0      |
| Djuro Šorgić         | Yougoslavie | Attaquant | 26/02/1948        | 1970-1971  | 0 (0)             | 0    | 0      | 0      |
| Lambert Steensels    | Belgique    | ?         | ?                 | 1974-1976  | 0 (0)             | 0    | 0      | 0      |
| Renier Steynen       | Belgique    | ?         | 23/11/1943        | 1961-1962  | 0 (0)             | 0    | 0      | 0      |
| Roland Stroy         | Belgique    | ?         | 26/11/1948        | 1968-1969  | 0 (0)             | 0    | 0      | 0      |
| Vital Stroy          | Belgique    | ?         | 8/06/1956         | 1974-1978  | 0 (0)             | 0    | 0      | 0      |
| Miroslav Sugar       | Belgique    | ?         | 29/09/1957        | 1987-1988  | 21 (0)            | 3    | 0      | 0      |
| Patrick Surinx       | Belgique    | ?         | 15/02/1960        | 1979-1982  | 53 (53)           | 6    | 0      | 0      |
| Guido Swinnen        | Belgique    | ?         | 28/06/1957        | 1975-1980  | 59 (59)           | 32   | 1      | 0      |

## T
| Joueur           | Nationalité | Position | Date de naissance | Période(s) | Matches (dont D1) | Buts | Jaunes | Rouges |
| ---------------- | ----------- | -------- | ----------------- | ---------- | ----------------- | ---- | ------ | ------ |
| Patrick Taels    | Belgique    | ?        | 29/03/1964        | 1986-1988  | 47 (0)            | 7    | 1      | 0      |
| Freddy Terwingen | Belgique    | ?        | 13/03/1963        | 1980-1981  | 0 (0)             | 0    | 0      | 0      |
| Henri Thijs      | Belgique    | ?        | 31/08/1957        | 1976-1977  | 0 (0)             | 0    | 0      | 0      |
| Jean Thijs       | Belgique    | ?        | 15/06/1958        | 1976-1987  | 49 (24)           | 0    | 1      | 0      |

## V
| Joueur                 | Nationalité | Position          | Date de naissance | Période(s) | Matches (dont D1) | Buts | Jaunes | Rouges |
| ---------------------- | ----------- | ----------------- | ----------------- | ---------- | ----------------- | ---- | ------ | ------ |
| Jacques Van Asten      | Belgique    | ?                 | ?                 | 1970-1976  | 0 (0)             | 0    | 0      | 0      |
| Mathieu Van Asten      | Belgique    | ?                 | ?                 | 1967-1975  | 0 (0)             | 0    | 0      | 0      |
| Marcel Van De Zande    | Belgique    | ?                 | ?                 | 1974-1975  | 0 (0)             | 0    | 0      | 0      |
| Emiel Van Den Dries    | Belgique    | ?                 | ?                 | 1967-1977  | 0 (0)             | 0    | 0      | 0      |
| Jacobus Van Der Sanden | Belgique    | ?                 | 14/05/1948        | 1974-1979  | 4 (4)             | 0    | 0      | 0      |
| Johannes Van Dorst     | Belgique    | ?                 | ?                 | 1969-1970  | 0 (0)             | 0    | 0      | 0      |
| Jan Van Erum           | Belgique    | ?                 | ?                 | 1957-1959  | 0 (0)             | 0    | 0      | 0      |
| Ivo Van Geneugden      | Belgique    | ?                 | ?                 | 1967-1972  | 0 (0)             | 10   | 0      | 0      |
| Ronny Van Geneugden    | Belgique    | Milieu de terrain | 17/08/1968        | 1986-1988  | 39 (0)            | 4    | 3      | 0      |
| André van Gerven       | Pays-Bas    | Gardien de but    | 6/10/1952         | 1987-1988  | 26 (0)            | 0    | 2      | 0      |
| Jos Van Holst          | Belgique    | ?                 | 27/02/1953        | 1971-1980  | 20 (20)           | 16   | 0      | 0      |
| Adrie van Kraay        | Pays-Bas    | Défenseur         | 1/08/1953         | 1982-1984  | 57 (57)           | 1    | 0      | 0      |
| Roger Van Loo          | Belgique    | ?                 | ?                 | 1967-1970  | 0 (0)             | 0    | 0      | 0      |
| Ronny van Poucke       | Pays-Bas    | Attaquant         | 10/02/1957        | 1980-1981  | 18 (18)           | 8    | 0      | 0      |
| Julien Van Roosbroeck  | Belgique    | ?                 | 9/10/1935         | 1967-1970  | 0 (0)             | 29   | 0      | 0      |
| Theo Van Rooy          | Belgique    | ?                 | 2/10/1934         | 1961-1962  | 0 (0)             | 0    | 0      | 0      |
| Louis Van Schijndel    | Belgique    | ?                 | 23/01/1967        | 1987-1988  | 12 (0)            | 0    | 1      | 0      |
| Tony Van Schoonbeek    | Belgique    | ?                 | 20/05/1947        | 1968-1969  | 0 (0)             | 0    | 0      | 0      |
| Vital Vanaken          | Belgique    | Défenseur         | 9/03/1962         | 1979-1983  | 0 (0)             | 0    | 0      | 0      |
| Jan Vandecraen         | Belgique    | ?                 | ?                 | 1971-1972  | 0 (0)             | 0    | 0      | 0      |
| Pierre Vander Eeckt    | Belgique    | ?                 | 13/05/1943        | 1964-1976  | 0 (0)             | 0    | 0      | 0      |
| René Vander Eeckt      | Belgique    | ?                 | 13/05/1943        | 1964-1965  | 0 (0)             | 0    | 0      | 0      |
| Danny Vandereycken     | Belgique    | ?                 | 22/11/1959        | 1979-1982  | 11 (11)           | 1    | 1      | 0      |
| Dirk Vangronsveld      | Belgique    | ?                 | 16/08/1967        | 1985-1988  | 21 (0)            | 0    | 3      | 1      |
| Rudi Vanhengel         | Belgique    | ?                 | 17/07/1963        | 1981-1987  | 36 (35)           | 0    | 5      | 0      |
| Jozef Vanveckenray     | Belgique    | ?                 | ?                 | 1961-1962  | 0 (0)             | 0    | 0      | 0      |
| Jos Velser             | Belgique    | ?                 | 6/07/1948         | 1967-1972  | 0 (0)             | 0    | 0      | 0      |
| Johan Verdonck         | Belgique    | ?                 | 12/10/1965        | 1982-1984  | 5 (5)             | 0    | 0      | 0      |
| Jozef Verhulst         | Belgique    | ?                 | 12/04/1943        | 1965-1967  | 0 (0)             | 0    | 0      | 0      |
| Johann Virant          | Belgique    | ?                 | ?                 | 1967-1969  | 0 (0)             | 0    | 0      | 0      |
| Karel Visovisek        | Belgique    | ?                 | ?                 | 1968-1970  | 0 (0)             | 0    | 0      | 0      |
| Rudolf Visovisek       | Belgique    | ?                 | ?                 | 1968-1969  | 0 (0)             | 0    | 0      | 0      |
| Willy Vliegen          | Belgique    | ?                 | 31/01/1953        | 1981-1985  | 70 (70)           | 6    | 0      | 0      |
| Eddy Voordeckers       | Belgique    | Milieu de terrain | 4/02/1960         | 1982-1985  | 61 (61)           | 34   | 0      | 0      |
| Léon Vos               | Belgique    | ?                 | 17/05/1961        | 1983-1985  | 0 (0)             | 0    | 0      | 0      |

## W
| Joueur         | Nationalité | Position | Date de naissance | Période(s) | Matches (dont D1) | Buts | Jaunes | Rouges |
| -------------- | ----------- | -------- | ----------------- | ---------- | ----------------- | ---- | ------ | ------ |
| Robert Warson  | Belgique    | ?        | 6/01/1942         | 1960-1969  | 0 (0)             | 0    | 0      | 0      |
| August Wellens | Belgique    | ?        | 24/03/1927        | 1954-1959  | 0 (0)             | 0    | 0      | 0      |
| Pascal Weytens | Belgique    | ?        | 19/04/1968        | 1986-1987  | 0 (0)             | 0    | 0      | 0      |
| Victor Willems | Belgique    | ?        | 5/01/1948         | 1974-1979  | 1 (1)             | 0    | 0      | 0      |
| Stan Wouters   | Belgique    | ?        | 25/06/1965        | 1983-1984  | 0 (0)             | 0    | 0      | 0      |

## Z
| Joueur        | Nationalité | Position  | Date de naissance | Période(s) | Matches (dont D1) | Buts | Jaunes | Rouges |
| ------------- | ----------- | --------- | ----------------- | ---------- | ----------------- | ---- | ------ | ------ |
| Djamel Zidane | Algérie     | Attaquant | 28/04/1955        | 1985-1986  | 16 (16)           | 4    | 0      | 0      |
| Wolfgang Zink | Allemagne   | Attaquant | 13/02/1956        | 1978-1981  | 16 (16)           | 2    | 0      | 0      |

### Sources
- (nl) « Liste des joueurs du club », sur Belgian Soccer Database